# Podlesie (Nysa)
Pour les articles homonymes, voir Podlesie.
Podlesie est une localité polonaise de la gmina de Głuchołazy, située dans le powiat de Nysa en voïvodie d'Opole.